# Omar Camporese
Omar Camporese (Bologna, 8 mei 1968) is een voormalig professioneel tennisser uit Italië. Hij won twee ATP-toernooien in het enkelspel gedurende zijn carrière en vertegenwoordigde zijn vaderland bij de Olympische Spelen van 1992 in Barcelona.

## Erelijst

### Enkelspel
| Nr.              | Jaar | Toernooi   | Ondergrond | Tegenstander in finale | Score         | Details |
| ---------------- | ---- | ---------- | ---------- | ---------------------- | ------------- | ------- |
| Gewonnen finales |      |            |            |                        |               |         |
| 1                | 1991 | Rotterdam  | Tapijt     | Ivan Lendl             | 3–6, 7–6, 7–6 | details |
| 2                | 1992 | Milaan     | Tapijt     | Goran Ivanišević       | 3–6, 6–3, 6–4 | details |
| Verloren finales |      |            |            |                        |               |         |
| 1                | 1990 | San Marino | Gravel     | Guillermo Pérez Roldán | 3–6, 3–6      | details |

## Prestatietabel
| Legenda | Legenda                          |
| ------- | -------------------------------- |
| g.t.    | geen toernooi gehouden           |
| l.c.    | lagere categorie                 |
| –       | niet deelgenomen                 |
| G       | uitgeschakeld in de groepsfase   |
| 1R      | uitgeschakeld in de eerste ronde |
| 2R      | uitgeschakeld in de tweede ronde |
| 3R      | uitgeschakeld in de derde ronde  |
| 4R      | uitgeschakeld in de vierde ronde |
| KF      | uitgeschakeld in de kwartfinale  |
| HF      | uitgeschakeld in de halve finale |
| F       | de finale verloren               |
| W       | het toernooi gewonnen            |
| w-v     | winst/verlies-balans             |

Prestatietabel grand slam, enkelspel
| Toernooi        | 1988 | 1989 | 1990 | 1991 | 1992 | 1993 | 1994 |
| --------------- | ---- | ---- | ---- | ---- | ---- | ---- | ---- |
| Australian Open | 1R   | —    | 1R   | 3R   | 4R   | 1R   | —    |
| Roland Garros   | —    | 3R   | 2R   | 3R   | 1R   | 1R   | —    |
| Wimbledon       | —    | 2R   | —    | 3R   | 1R   | —    | 1R   |
| US Open         | —    | 1R   | 1R   | 2R   | 3R   | —    | —    |